# “常凯申”误译事件
“常凯申”误译事件出現在清华大学历史系副主任王奇所著的《中俄国界东段学术史研究：中国、俄国、西方学者视野中的中俄国界东段问题》中。《中俄國界東段學術史研究》原來只有兩章，分別關於中國大陸、香港與台灣學者和俄羅斯及蘇聯學者的研究，後來王奇加入關於西方學者的第三章時，谬误百出。
该书由中国中央编译出版社于2008年10月出版，2009年6月被發現書中第三章多處錯譯人名、期刊、書名、出版地和出版社，其中包括把英文資料中的Chiang Kai-shek（蒋介石，Chiang为威妥玛拼音，Kai-shek为“介石”之粤语罗马化）誤译成常凯申（第82頁）。其中一些中國人名字出現「錯譯」，是因為他們的英文名以當時流行的威妥瑪拼音拼寫，或以方言音譯（如廣東話、上海話），與現時在中國大陸通行的漢語拼音不同。
2009年6月19日，中央编译出版社表示已停止这本书的发行，并就审校工作中的失误向读者表示歉意。

## 書中人名錯譯列表
中國社會科學院哲學研究所的高山杉在《「門修斯」之後又見「常凱申」》一文中指出以下錯譯：
| 書中譯名                   | 書中所引英語名稱                  | 高山杉建議譯名 | 註釋                                                     |
| -------------------------- | --------------------------------- | -------------- | -------------------------------------------------------- |
| 喬治                       | George N. Curzon                  | 寇松勳爵       | 即喬治·寇松，第一代凱德爾斯頓的寇松侯爵                  |
| 林海青                     | Hsia Ching-lin                    | 夏晉麟         |                                                          |
| 羅金幫                     | Lo Jung-pang                      | 羅榮邦         |                                                          |
| 常凱申                     | Chiang Kai-shek                   | 蔣介石         | Chiang為「蔣」的威妥瑪拼音，Kai-shek為「介石」的粵語拼音 |
| 胡良辰                     | Hu Liang-chen                     | 胡良珍         |                                                          |
| 程天方                     | Ch'eng T'ien-fang                 | 程天放         |                                                          |
| 費爾班德                   | J. K. Fairband                    | 費正清         | 正確拼法為John King Fairbank                             |
| 蘇春月、蘇埃曼紐爾、蘇依姆 | Hsu Chung-yueh、Immanuel C.Y. Hsü | 徐中約         |                                                          |
| 楮東蘇                     | Ch'ü Tung-tsu                     | 瞿同祖         |                                                          |
| 福羅舒                     | Fu Lo-shu                         | 傅樂淑         |                                                          |
| 克里斯德、奎斯特           | R. K. I. Quested                  | 郭玟曼         |                                                          |
| 斯賓塞                     | Jonathan Spence                   | 史景遷         |                                                          |
| 林堂                       | Tang Lin                          | 董霖           | 亦作William L. Tung，王奇顛倒了董霖的姓名                |
| 林T. C.                    | T. C. Lin                         | 林同濟         |                                                          |
| 陳方志                     | Agnes Fang-chih Chen              | 陳芳芝         |                                                          |
| 赫薩                       | T. A. Hsia                        | 夏濟安         |                                                          |

## 流行文化
自此“常凯申”以及“常公”成为网络上对蒋介石的调侃称呼之一。
在电子游戏《使命召唤：黑色行动III》中文版中，能够使得弹药加满的强化能力被开发公司动视称作“申凯物流”。在之后推出的《使命召唤4：现代战争》的重制版中也继承了这个哏，在一些场景中可以看到写有「凯申物流」的集装箱（原版中为「快歌乐运输」）。

## 延伸閱讀
- 王奇. . 中央编译出版社. 2008年10月1日. ISBN 9787802117624.

## 外部連結
- 清华大学历史系王奇副教授
- 一清华学者专著名字谬误多 蒋介石改名"常凯申" （页面存档备份，存于）
- 清华副教授著作误将蒋介石写成常凯申 （页面存档备份，存于）
- 清华教授把蒋介石翻译成常凯申引发批评 （页面存档备份，存于）
- 蒋介石译成“常凯申” 出版社停止发行并道歉 （页面存档备份，存于）
- 清华学者误将蒋介石译为常凯申 遭网友“炮轰”
- 文汇报：蒋介石怎会被改名叫常凯申 （页面存档备份，存于）